# Враца
Враца (старински Вратца) град је у Републици Бугарској, у северозападном делу земље. Град је и седиште истоимене Врачанске области.

## Географија
Град Враца се налази у северозападном делу Бугарске. Од престонице Софије град је удаљен око 112 km северно.
Област Враце налази се у јужном ободу Влашке низије, у северном подножју планине Врачански Балкан, дела планинског ланца Балкана. Град се сместио близу најдуже бугарске реке Искар, која овде излази из клисуре, тако да је град одувек био „стражар“ на овом стратегијски важном месту.
Клима у граду је континентална, типична за област Влашке низије.

## Историја
Област Враце је била насељена у време антике. Током средњег века овде се развило бугарско утврђење са данашњим називом. Крајем 14. века овим подручјем загосподарили су Турци Османлије.
У Врацу је у 19. веку постојао један Хиландарски (српски) метох.
Анастас Јовановић, потоњи знаменти српски литограф, фотограф и двоуроуправитељ књаза Михаила, рођен је 1817. у Враци. Његов учитељ био је извесни, Константин Огњановић, Србин из Панчева, био је 1833. године учитељ српског језика у "Врадцу". Дошао је тамо да буде приватни учитељ деци чорбаџије Хаџи Тоше. Затим је 1822. године отворио школу по угледу на оне из Аустрије, са разредним и часовним системом. Школа је била посећена а поред практичних знања учили су се и класични језици. Он је постао и "бугарски књижевник" у 19. веку, јер је превео са српског језика, на бугарски језик, дело Вићентија Ракића: "Житије човека Божијег Алексија", објављено у Будиму 1833. године.
Године 1878. град је постао део савремене бугарске државе. Од тада град се развија у 'европском духу'.
Варош Враца је 1881. године имала 10.924 становника у 2.897 кућа. Ту је седиште истоименог среза. Деценију касније, избројано је 1894. године у месту 12.279 становника.

## Становништво
По проценама из 2007. године град Враца имао је 67.238 становника. Већина градског становништва су етнички Бугари. Остатак су малобројни Роми. Последњих 20ак година град губи становништво због удаљености од главних токова развоја у земљи. Оживљавање привреде требало би зауставити негативни демографски тренд.
Претежна вероисповест становништва је православна.

## Партнерски градови
- Франкфурт на Одри
- Крајова
- Вилнев ле Роа
- Бор
- Суми

## Галерија
- Поглед на град са оближњег брда
- Средњовековна кула у средишту Враце
- Пешачка улица
- Градско читалиште